# A Dangerous Man
Pour les articles homonymes, voir Inception (homonymie).
Pour plus de détails, voir Fiche technique et Distribution.

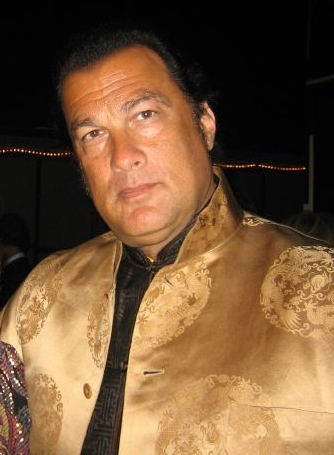
Steven Seagal lors des Pollstar Awards en février 2006.

A Dangerous Man ou Un homme dangereux au Québec est un film d'action américain réalisé et écrit par Keoni Waxman, sorti directement en vidéo en 2009.

## Synopsis
En Arizona, l'ancien soldat des Forces Spéciales Shane Black, sauve sa femme d'un car jacking et se lance à la poursuite de l'agresseur. L'agresseur finit mort et Shane est le principal suspect. Après avoir passé six ans en prison, Shane est libéré grâce aux nouvelles preuves d'ADN qui l'innocentent. Shane est libéré avec les excuses de l'état de l'Arizona avec un dédommagement de 300.000 $. Mais il estime que cela ne compense pas sa vie gâchée et la perte de sa femme qui l'a quitté, ce qui le laisse amer...

## Fiche technique
- Titre : Un homme dangereux
- Titre original : Dangerous Man
- Réalisation : Keoni Waxman
- Scénario : Keoni Waxman
- Coproducteur exécutif : Michael Z. Gordon
- Producteur : Deborah Gabler
- Producteurs associés : Rose Collins, Robert Crippen, Clive Edwards et Eileen Hoeter
- Producteurs exécutifs : Doran Chandler, Binh Dang, Phillip B. Goldfine et Sean Patrick O'Reilly
- Producteurs exécutifs : Banjamin Sacks, Steven Seagal, Danny Webber et Marc Zohar
- Musique : Michael Richard Plowman
- Photographie : Nathan Wilson
- Montage : Trevor Mirosh
- Casting : Judy Lee
- Concepteurs des décors : Sydney Sharpe
- Décors : Alexandra Rojek
- Costumes : Andrea Desroches
- Budget : 6 500 000 $
- Société de production : Legacy Filmworks - Streamroller Productions - Voltage Pictures (en) - Desert Road Productions
- Société de distribution :Paramount Pictures
- Pays d'origine :  États-Unis
- Langue : Anglais
- Formats : 1,85:1 | Couleur Technicolor | 35 mm
- Son : Dolby Digital
- Genre : Action
- Durée : 92 minutes
- Date de sortie :  États-Unis 9 février 2010 et  France 18 mai 2010

## Distribution
- Steven Seagal (VF : Jean-François Aupied) : Shane Daniels
- Mike Dopud : Clark
- Byron Mann : le colonel
- Jesse Hutch : Sergey
- Marlaina Mah : Tia
- Vitaly Kravchenko : Vlad
- Byron Lawson (VF : Laurent Morteau) : Mao
- Jerry Wasserman : Ritchie
- Vincent Cheng : l'oncle Kuan
- Aidan Dee : Holly Daniels

 Source et légende : version française (VF) sur RS Doublage